# 코시체 국제공항

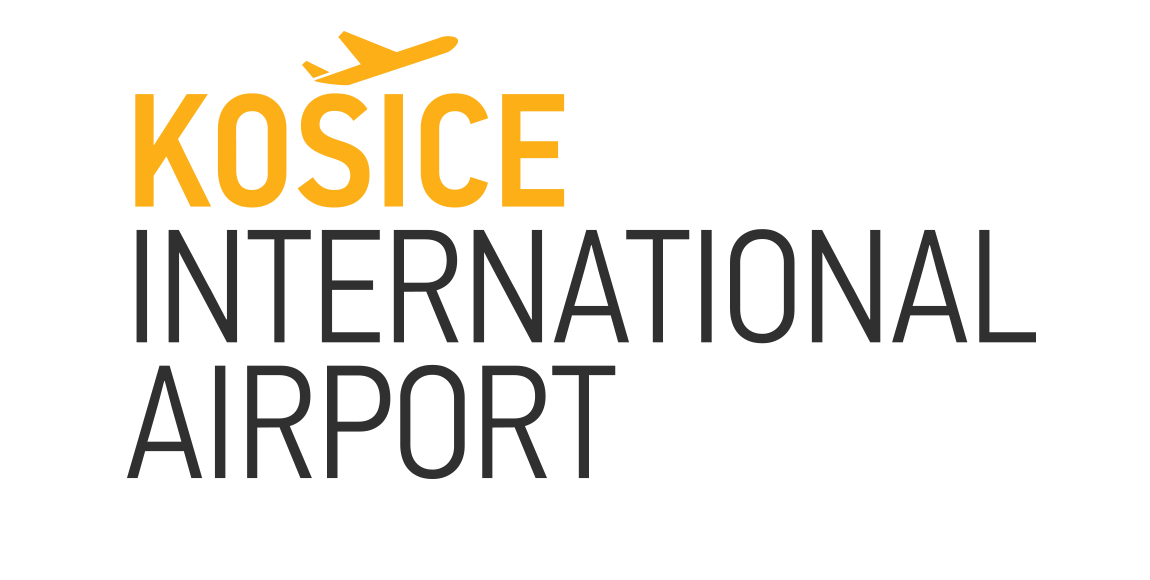

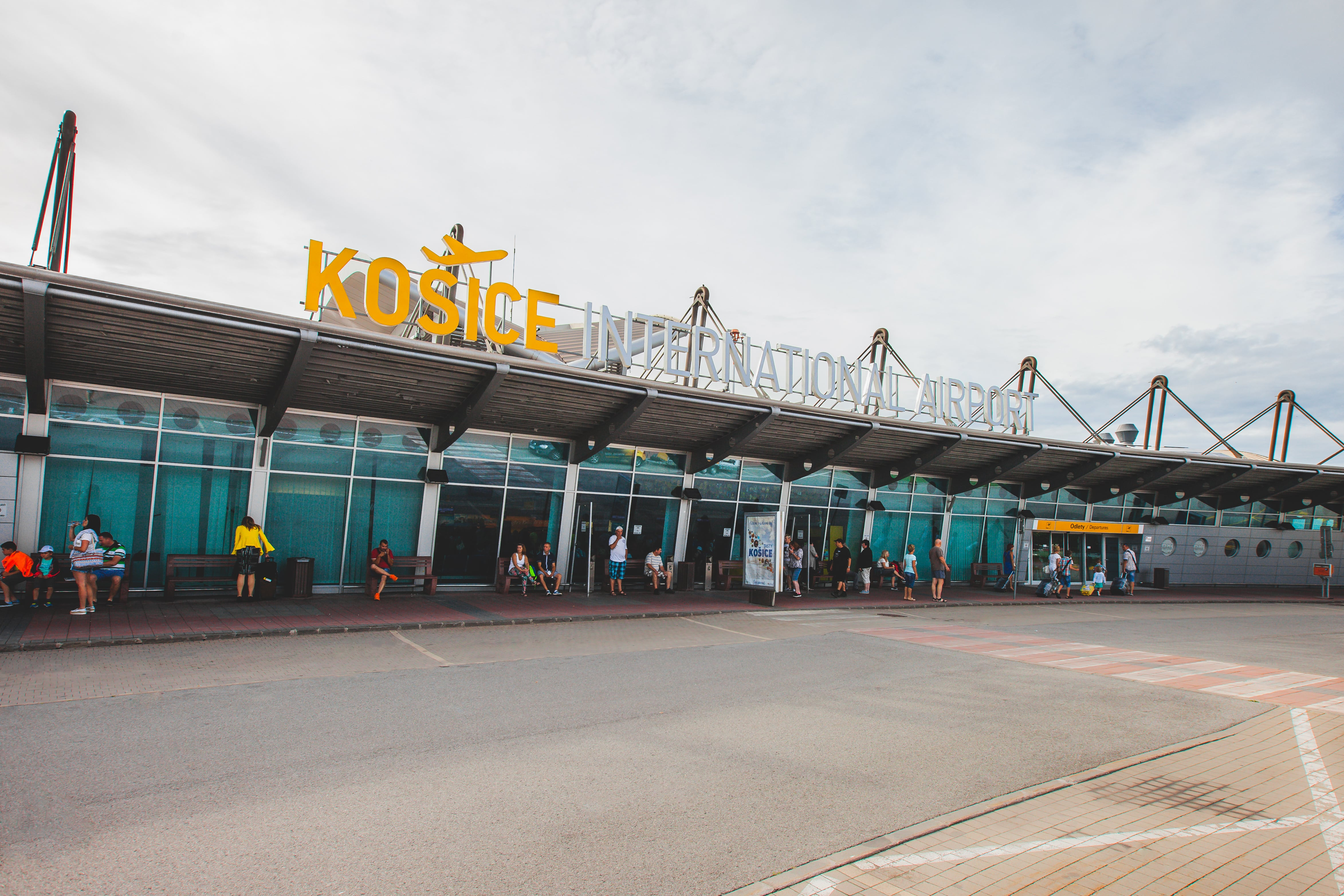

코시체 국제공항(Košice International Airport, IATA: KSC, ICAO: LZKZ)은 슬로바키아 코시체의 국제공항이다. 슬로바키아에서 2번째로 큰 국제공항이다. 성 엘리자베스 성당에서 남쪽으로 6킬로미터 지점에 있다. 해발고도는 230m이며, 면적은 3.5제곱km에 이른다.

## 운항 노선

### 국제선
| 항공사          | 도착지 |
| --------------- | ------ |
| 오스트리아 항공 | 프라하 |
| 에어발틱        | 프라하 |
| 프라하          |        |
| 대한항공        | 인천   |